# Вестерн Полка
Коријени полке имају различите изворе што се може објаснити доласком различитих досељеника у Америку, који су се заједно скупљали и плесали. Многи од њих су били каубоји које није карактеризирала профињеност и елеганција салонских плесача. Окружени коњима, стампедо су пренијели на плес. Каубој је придавао мало пажње традиционалним плесним формама. Њихове покрете су често упоређивали с покретима медвједа. Каубојске чизме присиљавале су на неелегантне покрете ногу, а мамузе на њима су разлог широког и отвореног положаја стопала.